# 1978 în literatură
- 1977 în literatură — 1978 în literatură — 1979 în literatură

Anul 1978 în literatură a implicat o serie de evenimente și cărți noi semnificative. 

## Cărți noi
- Alan Dean Foster - Splinter of the Mind's Eye
- John L. Parker - Once a Runner
- Kingsley Amis - Jake's Thing
- Richard Bach - Illusions
- Beryl Bainbridge - Young Adolf
- Thomas Berger - Arthur Rex: A Legendary Novel
- William Peter Blatty - The Ninth Configuration
- Judy Blume - Wifey
- Charles Bukowski - Women
- Anthony Burgess - 1985
- Taylor Caldwell - Bright Flows The River
- Chantal Chawaf - Rougeâtre
- John Cheever - The Stories of John Cheever
- C.J. Cherryh - Well of Shiuan
- Brian Cleeve - Judith
- Mary Elizabeth Counselman - Half in Shadow
- L. Sprague de Camp
  - The Best of L. Sprague de Camp
  - The Great Fetish
- L. Sprague de Camp, Lin Carter și Björn Nyberg - Conan the Swordsman
- Samuel R. Delany - Empire: A Visual Novel
- Don DeLillo - Running Dog
- Nelson DeMille - By the Rivers of Babylon
- Phyllis Eisenstein - Born to Exile
- J. G. Farrell - The Singapore Grip
- Howard Fast - Second Generation
- Ken Follett - Eye of the Needle
- Ernest J. Gaines - In My Father's House
- Günter Grass - Die Flunder
- Graham Greene - The Human Factor
- Donald Hamilton - The Silencers
- Harry Harrison - The Stainless Steel Rat Wants You
- James Herbert - The Spear
- William Hjortsberg - Falling Angel
- John Irving - The World According to Garp
- Marshall Jevons - Murder at the Margin
- James Jones - Whistle
- Ismail Kadare - Ura Me Tri Harqe (The Three-Arched Bridge)
- M. M. Kaye - The Far Pavilions
- Stephen King - The Stand
- Stephen King - Night Shift (colecție de povestiri scurte, printre care Children of the Corn)
- Christopher Koch - The Year of Living Dangerously
- Larry Kramer - Faggots
- Judith Krantz - Scruples
- Ursula K. Le Guin - The Eye of the Heron
- Madeleine L'Engle - A Swiftly Tilting Planet
- Robert Ludlum - The Holcroft Covenant
- John D. MacDonald - The Empty Copper Sea
- Ian MacClennan - Billy Bobby
- David Malouf - An Imaginary Life
- Richard Matheson - What Dreams May Come
- Ian McEwan - The Cement Garden
- James A. Michener - Chesapeake
- Alice Munro - Beggar Maid
- Larry Niven - The Magic Goes Away
- Tim O'Brien - Going After Cacciato
- Andrew J. Offutt - Conan and the Sorcerer
- Robert B. Parker - The Judas Goat
- Elizabeth Peters - Street of the Five Moons
- William Luther Pierce - The Turner Diaries
- Belva Plain - Evergreen
- Mario Puzo - Fools Die
- Mary Renault - The Praise Singer
- Ruth Rendell - A Sleeping Life
- Hubert Selby Jr. - Requiem for a Dream
- Whitley Strieber - The Wolfen
- Thomas Sullivan - Diapason
- Rosemary Sutcliff - Song for a Dark Queen
- John Updike - The Coup
- Philip Van Rensselaer - That Vanderbilt Woman
- Gore Vidal - Kalki
- William Wharton - Birdy
- Herman Wouk - War and Remembrance
- Richard Yates -A Good School
- Frank Yerby - Hail the Conquering Hero
- Roger Zelazny - The Courts of Chaos

## Premii
- Premiul Nobel pentru Literatură: Isaac Bashevis Singer